# Atya spinipes
Atya spinipes är en kräftdjursart som beskrevs av Newport 1847. Atya spinipes ingår i släktet Atya och familjen Atyidae. Inga underarter finns listade i Catalogue of Life.